# パルプ・マガジン

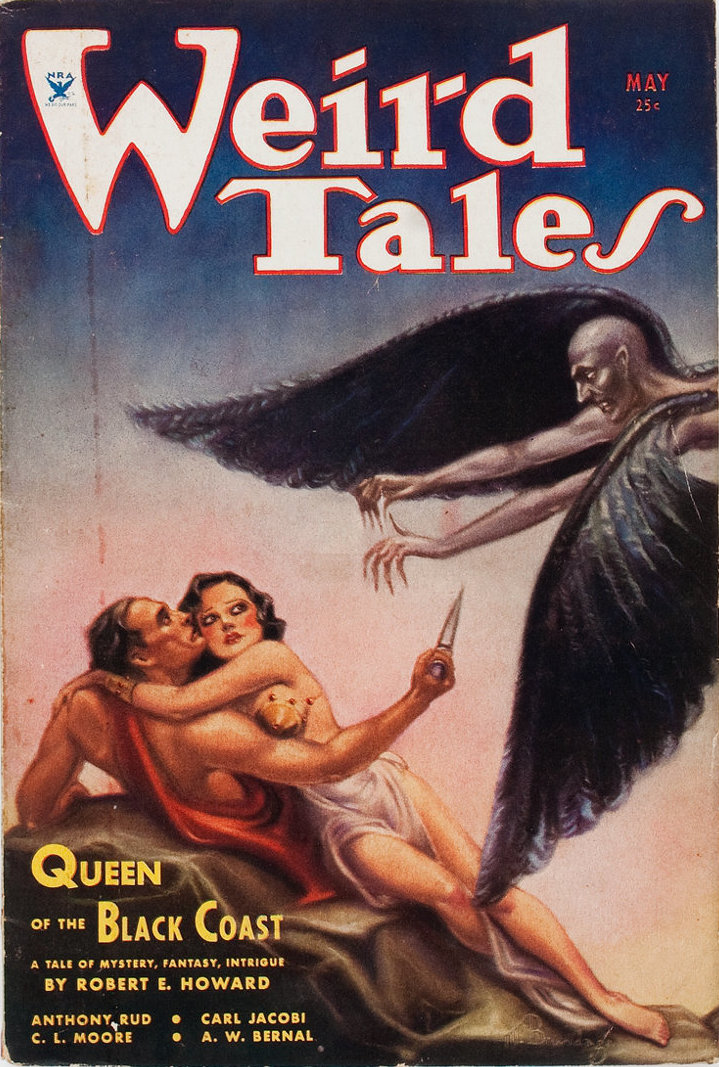
パルプ・マガジンの代表格、Weird Tales 1934年5月号

パルプ・マガジン（英: pulp magazine, the pulps）は、低質な紙を使用した、安価な大衆向け雑誌の総称。「タイム」など、光沢紙を使った「slick」(スリック、スベスベな）雑誌の対称をなす。パルプ誌、パルプ・フィクションなどともいう。「パルプ・マガジン」という名称の雑誌があるわけではない。

## 概要
20世紀初頭から1950年代にかけて、主にアメリカ合衆国で広く出版された、主にフィクションを扱った安っぽい雑誌の総称である。
パルプ雑誌に掲載された作品はパルプ・フィクションと呼ばれ、一般的に低俗な話、くだらない話、三文小説、大衆小説のようなニュアンスがある。散文フィクションの内容が多かった。1950年代以降はペーパーバックを指してパルプ・フィクションという言葉が使われることがあるほか、クエンティン・タランティーノの映画「パルプ・フィクション」のタイトルはこの言葉からとられている。
パルプ・マガジンはペニー・ドレッドフルやダイムノヴェル、他の19世紀の短編フィクションを集めた三文雑誌などの系統に属する存在である。
パルプという名前は、その手の雑誌を刷るのに使われた紙(pulp)が、際立って粗悪で安っぽくざらざらと特徴的だったためについたものである。一方、上質紙で刷られた雑誌や一般向けの内容の雑誌は、俗に「光沢紙雑誌 (glossies) 」とか「すべすべなやつ (slicks) 」などと呼ばれた。
標準的なパルプ・マガジンのサイズはおおむね横18 cm(7インチ)、縦25 cm(10インチ)、厚さ1.3 cm(0.5インチ) で128ページ程度である。これはだいたいB5版ノート2冊分に等しい。コストを下げるために、雑誌の小口はアンカット（化粧裁ちをせず不揃いであること）である。
人気のあるタイトルの大部分が月刊誌で、隔月刊も多く、季刊誌もいくつかみられた。紙質のよい競合誌が25セント程度で売られていた当時、パルプ・マガジンは10セント（1ダイム）で販売されていた。「ダイムノヴェル」との別名のゆえんである。
どぎつく下品な物語と人目を惹く表紙絵のイメージも強いが、今では尊敬を受けている多くの作家が、パルプ・マガジンに作品を掲載していた。パルプ・マガジンは人気作家への登龍門でもあった。
現代のスーパーヒーローコミックはヒーローを扱ったパルプ・マガジンの系譜にあると考えられることがある。パルプ・マガジンが実際に「シャドウ (The Shadow)」や「ドック・サヴェジ」、「ファントム・ディテクティブ」などといったスーパーヒーローの挿絵入りの物語を頻繁に売り物にしていたためである。しかしパルプ・マガジンはコミックよりもずっと大人の読者もターゲットにしていた。
イギリスでは、この手の雑誌はストーリー・ペーパーと呼ばれ、広く行き渡っていた。「セクストン・ブレイク」や「ネルソン・リー」といったストーリー・ペーパーのキャラクターはアメリカのパルプ・マガジンのキャラクターに似通った側面がある。しかし当時はまだ世界的なメディア市場がなかったので、同じ言語で書かれていたにもかかわらずアメリカとイギリスのそれぞれのキャラクターがお互いの国で認知されることはなかった。

## 歴史

### 発祥と隆盛

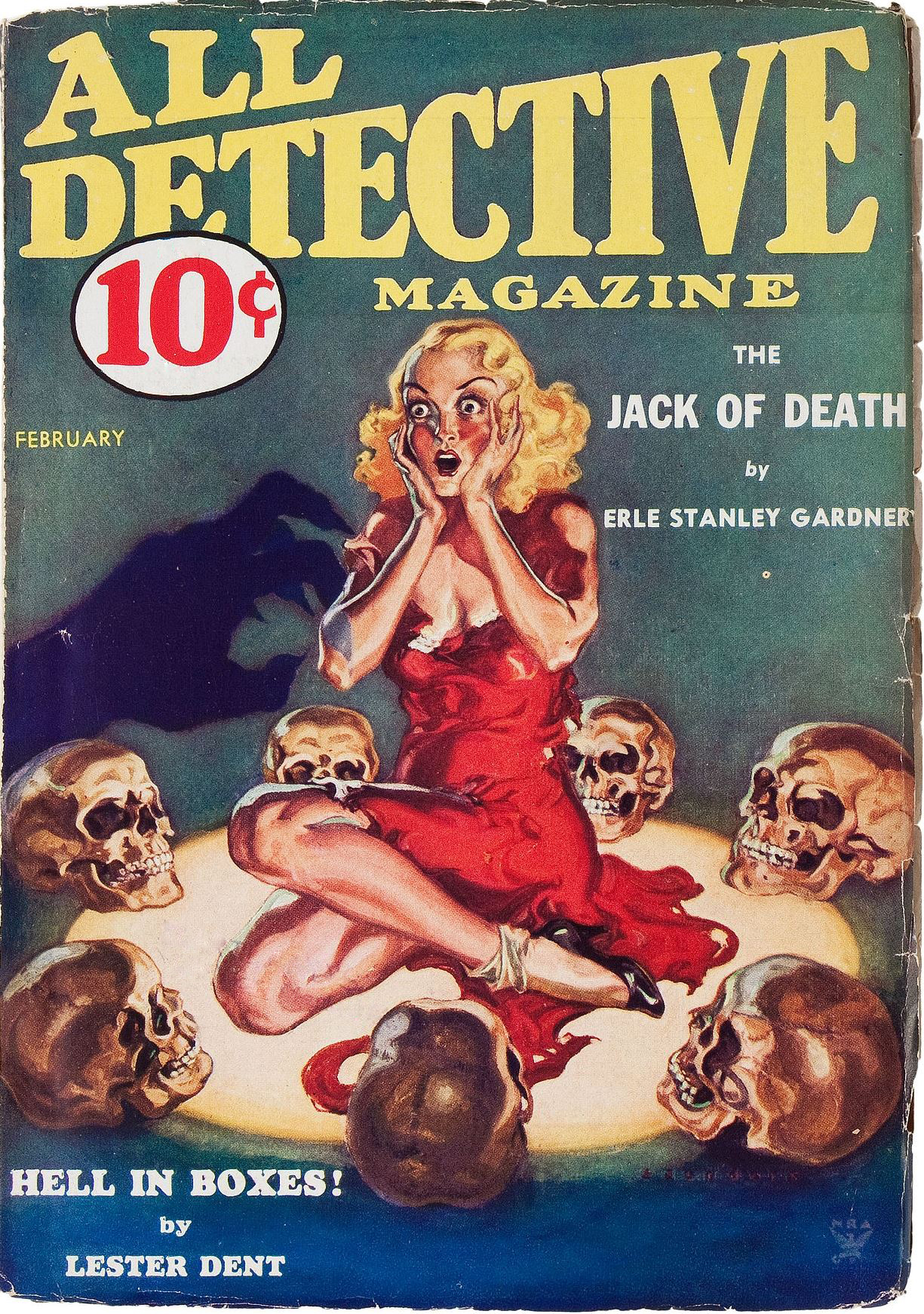
All Detective Magazine 1934年2月号

史上最初のパルプ・マガジンは、1894年にフランク・A・マンゼー (Frank Munsey) が紙面刷新した「アーゴシー」誌 (Argosy Magazine) だと考えられる。安い紙質と不揃いな裁断、1冊あたり192ページ約135,000語で、誌面は文字のみで構成されており、表紙にさえイラストが無かった。
当時、蒸気動力の印刷機の普及がダイムノベルの流行をもたらしていたが、さらに安い紙と安い作家の組み合わせで廉価に娯楽雑誌を仕上げ、大量にさばいたのはマンゼーが初めてだった。アーゴシーは月販2000-3000部程度の雑誌だったが、誌面刷新後の6年間で50万部以上を売りあげる大雑誌に成長した。
ストリート＆スミス社 (Street & Smith) はダイム・ノベルと少年向け週刊誌の出版社だったが、アーゴシー誌の成功を見て1903年にポピュラー・マガジン (The Popular Magazine) を創刊した。ポピュラー・マガジンはアーゴシーより2ページ分長く「世界一大きな雑誌」が売り文句だった。実質的な文章量こそアーゴシーより少なかったが、誌面構成の違いに特筆すべき物があった。パルプ・マガジンとして初めて表紙にカラーのイラストを使い始めたのである。雑誌が軌道に乗り始めた1905年には、ヘンリー・ライダー・ハガードの人気作であるSheシリーズ (She (novel)) の続編「アイシャ (Ayesha (novel)) 」を連載する権利を得た。揺るぎない作家陣を擁したポピュラー・マガジンは1907年に1冊当たり30ページ紙面を増やして15セントに値上げし、かつ発行部数ではアーゴシーに迫った。同誌の成功はパルプ・マガジンの市場がまだ莫大な潜在的購買層をかかえている可能性を示し、他社の参入をうながした。パルプ・マガジンの販売戦略として、雑誌をジャンル別に専門化させたのもストリート＆スミス社が始めた革新的な点である。
1920年代から1930年代のパルプ・マガジン全盛期にもっとも売れたパルプ・マガジンは100万部をさばいた。この時期よく知られたタイトルには以下の様なものがある。
アメージング・ストーリーズ
ブラック・マスク
ダイム・ディテクティブ (Dime Detective)
フライング・エース (Flying Aces)
ホラー・ストーリーズ (Horror Stories)
マーベル・テイルズ (Marvel Tales)
オリエンタル・ストーリーズ (Oriental Stories)
プラネット・ストーリーズ (Planet Stories)
スパイシー・ディテクティブ (Spicy Detective)
スタートリング・ストーリーズ
ワンダー・ストーリーズ
アンノウン
ウィアード・テイルズ

### 低迷とパルプ時代の終焉
第二次世界大戦中の紙不足がパルプ・マガジン業界に衝撃を与え、出版コストの上昇にともなって業界の低迷が始まった。1941年のエラリー・クイーンズ・ミステリ・マガジンを矯矢として、多くのパルプ・マガジンが従来より小さく薄いダイジェストサイズに移行しはじめた。ストリート＆スミス社は普通の雑誌市場に主力を移行するために自社のほとんどのパルプ・マガジンを廃刊にした。
パルプ・マガジンの形態の低迷は費用と価格の問題だけではなく、漫画雑誌やテレビ、ペーパーバック小説などとの激しい競争にさらされた結果でもあった。戦後豊かさを増したアメリカでは紙質の良い雑誌とパルプ・マガジンの価格差はもはやたいして重要な問題ではなかったのである。
パルプ・マガジンの時代は、1957年にかつての主要な業者だったアメリカン・ニュース・カンパニー (American News Company) が破産したことをもって終わったとされる。ブラックマスク、シャドウ、ドック・サヴェジ、 ウィアード・テイルズといった多くの前世代の人気パルプ・マガジンもすでになくなっていた。
ごくわずかにSFやミステリのパルプ・マガジン（アスタウンディング やエラリー・クイーンズ・ミステリ・マガジンなど）でダイジェストサイズの形態でその後も刊行され続けたものもある。2005年に2300号を越えたドイツの週刊のSFパルプ・マガジンペリー・ローダンのように、長い連載物ではパルプ・マガジンの形態がそのまま使われ続けている例もある。
その誕生から凋落までの数十年間に出版されたパルプ・マガジンのタイトルは膨大な数に上る。ポピュラー・パブリケーションズ社 (Popular Publications) のハリー・スティーガー (Harry Steeger) は、多くのタイトルが短命に終わったとはいえ彼の会社が300以上のタイトルを出版し、最盛時には月に42タイトルにも及んだと証言した。パルプ・マガジンはかように短編小説の市場を寡占していたので、パルプ・マガジン産業の凋落は小説出版のあり方にも影響を与えた。普通の雑誌や小説の需要の減少もあいまって、作家志望の人々が自分の作品を出版するには長編小説やそれに匹敵するボリュームの短編アンソロジーを書かねばならなくなったのである。

## 表紙とイラスト

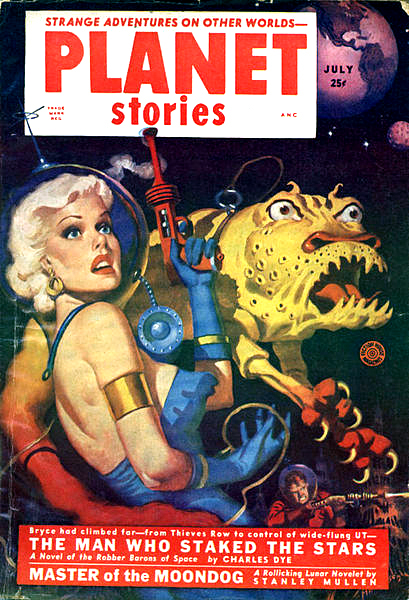
Planet Stories 1952年7月号

パルプ・マガジンの表紙は、本文部分より高品質な（すべすべの）紙に印刷された。パルプ・マガジンに象徴的なモチーフとして「ヒーローの助けを待つ、危機に陥った半裸の女性」が有名である。表紙絵はパルプ・マガジンの売上げに大きな役割を果たし、何人かの表紙絵の画家は本文の著者と同じくらいの名声を得た。著名な表紙絵の画家にはフランク・R・パウル、ヴァージル・フィンレイ 、エド・カーティア、マーガレット・ブランデージ、ノーマン・ソーンダース (Norman Saunders) らがいる。表紙絵は商業上の重要性から真っ先にデザインが決まることも多く、本文の著者にはそれを見せて絵にあった物語を書かせた。
後期のパルプ・マガジンでは、物語の彩りとして本文中に挿絵が挿入されはじめた。これらの挿絵は本文が刷られているのと同じく、クリーム色の紙に黒インクで刷られた。安い紙にインクがにじむのを避けるには特別な技術を使う必要があり、きめ細かい線や描き込みは通常なされなかった。陰影は掛け網や点描で表現され、それも肌理の粗いものでなければならなかった。挿絵は通常紙の背景に黒い線で描かれるが、ヴァージル・フィンレイらは黒い背景に白い線をほどこした作品もいくつか残している。

## ジャンル
よくある誤解は「パルプ・フィクション」というと1930年代〜1940年代を舞台にしたインディアナ・ジョーンズの如き冒険活劇しかないと思われていることである。確かにその手の小説はパルプ・フィクションの好例ではあるが、パルプ・マガジンが扱った作品のジャンルはそれだけに限らず、ほとんどのジャンルのフィクションを網羅していた。剣と魔法、ファンタジー、ミステリー、探偵もの、SF、スペースオペラ、冒険小説、西部劇、戦争小説、スポーツ、旅物、ギャングもの、ホラー小説、怪奇小説、恋愛物からハードボイルドまで。西部開拓時代ものも伝統的なパルプ・マガジンの主要なジャンルのひとつだった。多くの古典SFや推理小説がウィアード・テイルズ、アメージング・ストーリーズ、ブラック・マスクといったパルプ・マガジンから生まれ育った。

## キャラクター
大多数のパルプ・マガジンは複数の作者やキャラクター、舞台を使ったアンソロジーだったが、人気を博したパルプ・マガジンではただ一人のキャラクターをメインに押し出したものもみられた。そのキャラクターがたいていドック・サヴェジやシャドウのような人並外れた英雄タイプだったため、それらはヒーローパルプと呼ばれた。

### パルプ・マガジンを彩ったキャラクターたち
| - G-8 - アベンジャー - イール - オペレーターNO.5 - カイ・ザー - キャプテン・フューチャー - キング・カル - クトゥルフ - グリーン・ラーマ - 英雄コナン - コンチネンタル・オプ | - シークレット・エージェントX - シャドウ (The Shadow) - ジョン・カーター - ジュール・ド・グランダン - セクストン・ブレイク - 怪傑ゾロ - ソロモン・ケーン - スパイダー - ターザン - ダン・ターナー - ドクター・イェン・シン | - ドクター・デス - ドック・サヴェジ - ニック・カーター - バック・ロジャース (Buck Rogers) - ビグルス (Biggles) - ファントム・ディテクティブ - ブラックバット - フラッシュ・ゴードン - ブラン・マク・モーン - ホパロング・キャシディ |

またパルプ・マガジンのキャラクターとは意味合いが違うが、カート・ヴォネガットの小説にしばしば登場するキルゴア・トラウトは架空のパルプ作家である。

## パルプ作家
パルプ・マガジンが抑えたコストは紙質だけではなく作家への稿料も同様だった。多くの有名な作家が大成する前にパルプ・マガジンで仕事をし、同様にすでに名の売れた作家も落ち目になって小銭を稼ぎたいときにパルプ・マガジンに書いた。初期のパルプ・マガジンでは、わずかばかりの原稿料でも自分の原稿が活字に刷られることに満足してしまうような、アマチュアに書かせることさえしていた。
生計のほとんどをパルプ・マガジンの仕事でまかなうパルプ作家は速記者やタイピストを使って口述筆記をさせることもあった。アプトン・シンクレアはパルプ作家時代に休み無しに一日あたり8000語の原稿を二人の速記者を雇って仕上げていたという。一方出版社は同じ号に同じ作家の物語を複数掲載し、しかも内容に変化をつけて見せるために作家に複数のペンネームを使い分けさせた。パルプ・マガジンで仕事をする作家にとってのメリットの一つは稿料が原稿との授受と同時に支払われたことである。作家は実際の出版の1ヵ月前から1年前に原稿を書くことがあるので、稿料支払い時期の違いは大きかった。

### パルプ・マガジンに書いたことのある著名な作家
| - ウィリアム・アイリッシュ（コーネル・ウールリッチ） - ポール・アンダースン - アイザック・アシモフ - ジャック・ヴァンス - H・G・ウェルズ - テネシー・ウィリアムズ - ジョン・ディクスン・カー - E・S・ガードナー - ヘンリー・カットナー - レイ・カミングス - ドナルド・キーホー - ラドヤード・キップリング - デイビッド・グーディス - シーベリイ・クイン - アーサー・C・クラーク - ゼイン・グレイ - スティーヴン・クレイン - ヒュー・B・ケイブ (Hugh B. Cave) - ジョゼフ・コンラッド - ラファエル・サバチニ - リチャード・S・シェイヴァー - ロバート・シルヴァーバーグ - アプトン・シンクレア - レックス・スタウト | - ミッキー・スピレイン - クラーク・アシュトン・スミス - E・E・スミス - ガイ・N・スミス - ジェイソン・ダーク (Jason Dark) - オーガスト・ダーレス - ポール・チャドウィック - レイモンド・チャンドラー - フィリップ・K・ディック - マーク・トウェイン - レスター・デント - ジム・トンプスン - フィリップ・フランシス・ノーラン - フランク・ハーバート - ロバート・A・ハインライン - L・ロン・ハバード - エリス・パーカー・バトラー - エドモンド・ハミルトン - ダシール・ハメット - エドガー・ライス・バローズ - ロバート・E・ハワード - セシル・スコット・フォレスター - E・ホフマン・プライス - リイ・ブラケット - レイ・ブラッドベリ | - フレドリック・ブラウン - マックス・ブランド - ロバート・ブロック - ロバート・レスリー・ベレム - アルフレッド・ベスター - オー・ヘンリー - ジョンストン・マッカレー - ジョン・D・マクドナルド - ロス・マクドナルド - ホレス・マッコイ - タルボット・マンディ - C・L・ムーア - ウォルト・モーレー - メリアム・モデル - L・M・モンゴメリ - フリッツ・ライバー - ハワード・フィリップス・ラヴクラフト - ハロルド・ラム - ルイス・ラムーア (Louis L'Amour) - ジャイルズ・A・ルッツ - エルモア・レナード - サックス・ローマー - ジャック・ロンドン |

アメリカ初のノーベル文学賞作家であるシンクレア・ルイスはアドヴェンチャー誌の編集者をつとめ、いくつかの囲み記事なども書いた。

## 出版社、出版人
- ストリート＆スミス (Street & Smith)
- ポピュラー・パブリケーションズ (Popular Publications)
- ベター・スタンダード・スリリング (Better/Standard/Thrilling)
- カルチャー・パブリケーションズ (Culture Publications)：「スパイシー・ディテクティブ・ストーリーズ」のようなスパイシー系タイトルの本家。

- フランク・A・ムンゼイ Frank A. Munsey Co.|(Frank A.Munsey Co.)
- ヒューゴー・ガーンズバック

## 現代のパルプ・マガジン
2000年以後、少数の小さな独立系出版社が『ブラッド・アンド・サンダー』 (Blood 'n' Thunder) や『ハイ・アドベンチャー』 (High Adventure) といった、伝統的な20世紀初頭のパルプ・マガジンにならった雑誌を発行し、かのアーゴシー誌も（短期間ではあるが）復刊された。これらは専門出版社によって限定的に刷られ、往年のように脆い酸性紙に刷られたり大量出版されたりすることはなかった。
2004年にロスト・コンティネント・ライブラリー (Lost Continent Library) は現代の成熟した読者層を対象に、パルプフィクションに特徴的である暴力、恐怖、セックスを売り物にしたE・A・ゲスト (E.A.Guest) による「 Secret of the Amazon Queen 」を出版した。E・A・ゲストは現実の探検家であるデビッド・ハッチャー・チルドレス (David Hatcher Childress) にパルプ時代のタルボット・マンディと現代のスティーヴン・キングの融合と称えられた。
2002年にマイケル・シェーボン (Michael Chabon) の編集による「マックスウィニーの季刊誌」 (McSweeney's Quarterly) 10号は、「マックスウィニーのスリリングな話の巨大な宝箱」 (McSweeney's Mammoth Treasury of Thrilling Tales) と題され、スティーブン・キングやニック・ホーンビィ、エイミー・ベンダー (Aimee Bender) 、デイブ・エガース (Dave Eggers) ら、近年の作家の手によるパルプ・フィクションを特集した。
シェーボンはその企画の狙いを序文で次のように説明している。
「私たちはパルプフィクションを読む楽しみがいかに大きいか忘れていたと思う。私は少なくとも本誌がわれわれにそのことを思い出させてくれるにたるものだと信じたい」

## 関連書籍
- 荒俣宏『パルプマガジン―娯楽小説の殿堂』(2001年)平凡社 ISBN 978-4582253047
- マイク・シュアリー『SF雑誌の歴史：パルプマガジンの饗宴』牧眞司翻訳(2004年)東京創元社 ISBN 978-4488015176